# Републикански път III-4902
Републикански път IIІ-4902 е третокласен път, част от Републиканската пътна мрежа на България, преминаващ изцяло по територията на Разградска област. Дължината му е 28,6 km.
Пътят се отклонява надясно при 50,4 km на Републикански път II-49 североизточно от село Просторно и се насочва на североизток през Лудогорието. Минава през село Побит камък и центъра на град Завет и в центъра на село Веселец се свързва с Републикански път III-205 при неговия 49,9 km.
| Пътища, отклоняващи се надясно (населено място, № на пътя, посока на пътя) | km   | Пътища, отклоняващи се наляво (посока на пътя, № на пътя, населено място) |
| -------------------------------------------------------------------------- | ---- | ------------------------------------------------------------------------- |
| Община Разград, II-49, 50,4 km →                                           | 0,0  | → 50,4 km, II-49, Община Разград                                          |
| (за с. Дянково) общински път, с. Побит камък ←                             | 5    | с. Побит камък                                                            |
| Община Завет                                                               | 8,9  | Община Завет                                                              |
| (от с. Малък Поровец) III-2304, 16,4 km →                                  | 11,2 |                                                                           |
| (до 41,9 km на I-7) II-23, 62,5 km, гр. Завет ←                            | 20,4 | ← гр. Завет, 62,5 km, II-23 (от 12,5 km на I-2)                           |
| гр. Завет                                                                  | 21   | → гр. Завет, общински път (за с. Сушево)                                  |
|                                                                            | 25,5 | → общински път (за с. Прелез)                                             |
| (от 70,4 km на I-2) III-205, 49,9 km, с. Веселец →                         | 28,6 | → с. Веселец, 49,9 km, III-205 (до 53,9 km на II-21)                      |